# Взятие Джизака
Взятие Джизака — взятие русскими войсками под командованием генерала Крыжановского бухарской крепости Джизак в октябре 1866 года, в ходе завоевания Средней Азии. Взятие крепости стало решающим успехом русской армии в кампанию 1866 года.

## Предыстория
В ходе весенней кампании 1866 года русские войска разгромили бухарского эмира под Ирджаром, однако не продолжили движения на Бухару, и в мае взяли кокандскую крепость Ходжент.
Хотя бухарский эмир, сознавая невозможность продолжения дальнейшей борьбы с Россией, выражал покорность, но в сущности продолжал вооружаться и вёл себя по отношению к русским в течение лета того года агрессивно. Поэтому, после многих предостережений и предупреждений, русские власти, по инициативе генерала Романовского и по его плану, решили осенью двинуться дальше вглубь Средней Азии, при чём наметили присоединить к России область, находящуюся между тогдашними русскими и бухарско-кокандскими владениями; этот район земли представлял собою для эмира бухарского последний к стороне наших владений оплот, укреплённый двумя крепостями — Ура-Тюбе и Джизаком. 2 октября русские в ходе кровопролитного штурма взяли Ура-Тюбе. После взятия генералом Романовским крепости Ура-Тюбе, в руках эмира бухарского остался к осени 1866 года лишь один пункт в долине реки Сырдарьи Джизак.

## Взятие
Джизакская крепость была сильно укреплена и вооружена, и потому считалась в тех краях наиболее серьёзною крепостью. Джизакский бек, получивший в конце лета от бухарского эмира подкрепление из десяти тысяч отборных войск, при 53-х орудиях большого калибра, приготовился дать жестокий отпор.
6 октября была выслана колонна по дороге на небольшую крепость Заамин, находящуюся на полпути от Ура-Тюбе. Бухарские войска бежали и крепость была взята без боя. 10 октября остальные русские части подошли к Джизаку. Русские войска в составе 16,5 рот, пяти сотен казаков при 20 орудиях подошли к крепости 12 октября. 13 октября генералом Романовским была произведена рекогносцировка, а затем были начаты осадные работы. 14 октября к ущелью Джалан-Уты, против оставленного там сторожевого отряда, выдвинулось 2,5—3 тысячи бухарской конницы. Направленные в ущелье две стрелковые роты и казаки опрокинули и отбросили наступавших. Одновременно бухарцы из крепости произвели сильную вылазку против занимавших сакли перед крепостными стенами трёх рот, но были отбиты. К этому времени выяснилось, что эмир выдвинул от Самарканда к Джизаку сильные подкрепления, вследствие чего было решено ускорить действия и овладеть крепостью штурмом. 15 октября началось вооружение двух батарей (10 пушек и 4 мортиры), построенных против Ура-Тюбинских и Самаркандских ворот. Гарнизон произвёл две вылазки, но безуспешно, и 16-го утром батареи открыли огонь. 17-18 октября русские вели артиллерийский обстрел крепости.
18 октября в 12 часов начался генеральный штурм крепости. Бухарцы, ожидавшие штурма на рассвете, решили что он отложен на следующий день, и оказались не готовы к нападению. Колонны капитана Михайловского и подполковника Григорьева (всего 8 рот пехоты, с 10 oрудиями и 4 мортирами) перешли в наступление. Неприятель, не ожидавший нападения, не успел вовремя встретить их огнём и бросился на защиту обвалов, но такое сопротивление не могло быть продолжительным. Молодецкое «ура» вскорости заставило защитников отступать, а затем перейти в отчаянное, беспорядочное бегство, окончившееся не более как в полчаса полным поражением всего гарнизона. Штурмовавшие, овладев брешью, разделились на несколько колонн, направившихся частью вдоль стен, частью в цитадель. Вслед за передовыми колоннами вошли и части резервов. Бухарцы обратились в бегство, потеряв убитыми около 6000 человек. В крепости взято было 16 знамён, 12 медных и 41 чугунных орудий. Из 18 беков 16 погибли, причём 12 из них пали в рукопашном бою.
К четырём часам дня в крепость вошёл генерал Крыжановский с главным резервом. Победа была полной. Показавшаяся верстах в пяти свежая, вновь высланная эмиром из Бухары колонна в 2500 человек с 18-ю орудиями, почувствовав огонь, направленный на неё, и узнав об участи Джизака, разбежалась, спасаясь от наседавших на неё резервов.
Русские взяли более трёх тысяч пленных, много знамён, ружей, пик, пистолетов.

## Последствия

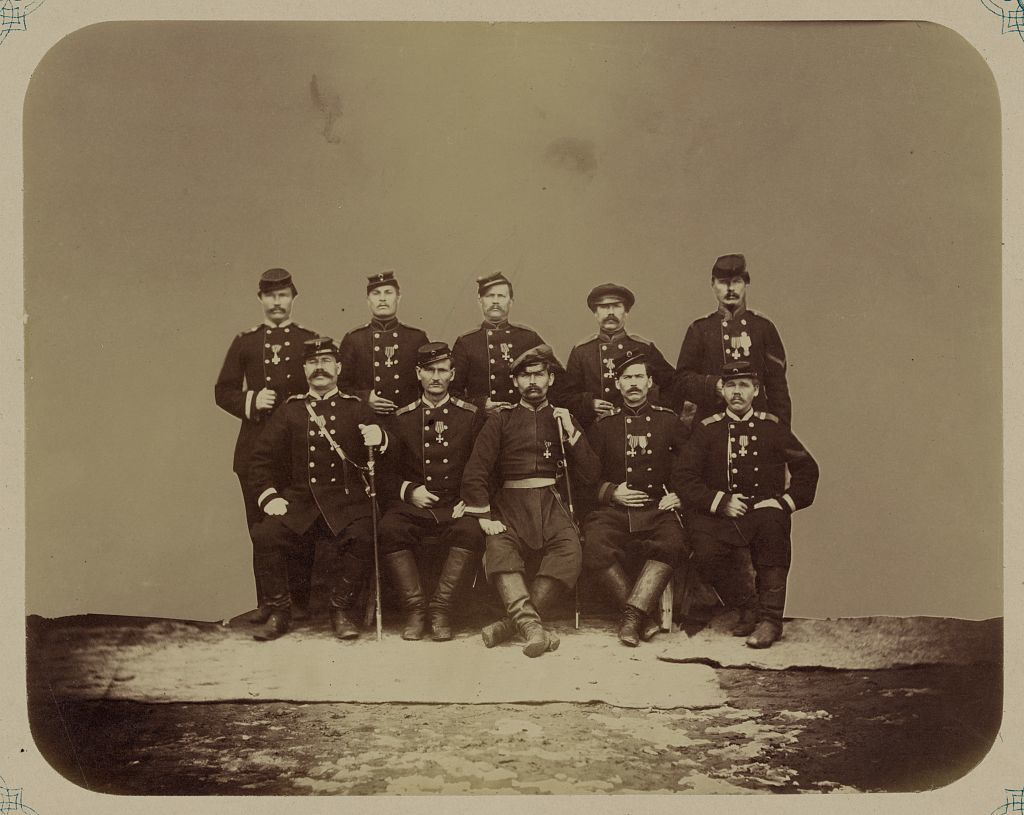
Георгиевские кавалеры за взятие Джизака

Кампания 1866 года генерала Романовского была сокрушительной. 8 мая он разбил бухарские войска при Ирджаре, 24-го овладел Ходжентом, 20 июля приступом взял Ура-Тюбе, а 18 октября внезапным и жестоким штурмом покорил Джизак. В трёх этих беспощадных штурмах русские войска, лишившись 500 человек, положили на месте 12000 азиатов. Под Ирджаром перебито 1000 бухарцев и взято 6 орудий. При штурме Ходжента перебито 3500. Потери русских — 137 человек. При Ура-Тюбе перебито 2000, взято 4 знамени, 32 орудия, потери русских — 227 человек. Наконец, в самом кровавом деле, при Джизаке, из 11000 бухарцев легло 6000, из 2000 русских убыло только 98. Взято 11 знамён и 43 орудия.
Потеряв Джизак, бухарцы бежали к Самарканду и поспешили вступить в переговоры о мире. В безрезультатных переговорах прошёл весь 1867 год. Бухарцы их намеренно затягивали, стремясь выиграть время и набрать новую армию. За взятие Джизака генерал Крыжановский 26 ноября 1866 года был награждён орденом св. Георгия 3-й степени № 511
В воздаяние отличной распорядительности и храбрости, оказанных в делах против Бухарцев, в 1866 году